# ELISA
ELISA (Enzyme-linked Immunosorbent assay) là một xét nghiệm phân tích hóa sinh thường được sử dụng. Xét nghiệm sử dụng xét nghiệm miễn dịch enzyme pha rắn (Enzyme immunoassay hay EIA) để phát hiện sự hiện diện của phối tử (thường là một protein) trong một mẫu chất lỏng sử dụng một hoặc một cặp kháng thể. ELISA đã được sử dụng như một công cụ chẩn đoán trong y học và bệnh học thực vật, cũng như để kiểm tra chất lượng trong các ngành công nghiệp khác nhau.
Các kháng nguyên từ mẫu vật được gắn lên một bề mặt. Sau đó, một kháng thể đặc hiệu hơn được áp dụng trên bề mặt để nó có thể liên kết với kháng nguyên. Kháng thể này được liên kết với một enzyme, và trong bước cuối cùng, một cơ chất có chứa chất nền của enzyme được thêm vào. Phản ứng tiếp theo tạo ra một tín hiệu nhận biết, thường là một sự thay đổi màu sắc trong chất nền.
Thực hiện một xét nghiệm ELISA liên quan đến ít nhất một kháng thể có tính đặc hiệu với một kháng nguyên cụ thể. Mẫu thử với một hàm lượng không xác định kháng nguyên trên một chất mang rắn (thường là một giếng vi thể bằng polystyrene) được cố định hoặc theo cách không đặc hiệu (thông qua hấp thu bề mặt) hoặc theo cách đặc hiệu (thông qua sự bắt giữ bởi kháng thể đặc hiệu khác cho cùng kháng nguyên, trong một "sandwich" ELISA). Sau khi kháng nguyên được cố định, sự phát hiện kháng thể được thêm vào, hình thành một phức hợp với kháng nguyên. Kháng thể phát hiện này có thể được kết nối hóa trị với một enzyme hoặc có thể được phát hiện bằng kháng thể thứ hai - kháng thể này đã kết nối với enzyme thông qua kết nối liên hợp sinh học. Giữa mỗi bước, thông thường giếng vi thể được rửa với dung dịch chất tẩy có nồng độ loãng để loại bỏ bất kỳ những protein hoặc kháng thể nào khi chúng không có liên kết đặc hiệu. Sau bước rửa cuối cùng, giếng vi thể này được phát triển bằng cách thêm vào chất nền của enzyme để tạo thành tín hiệu có thể quan sát được, điều này chỉ ra hàm lượng kháng nguyên có trong mẫu.